# Matchbox
A Matchbox (magyarul: gyufásdoboz) egy 1953 óta létező játék- és modellmárkanév, ami elsősorban játékautóiról ismert. Ez az elnevezés az egykori angol gyártó cég, a Lesney Products első nagyobb szériás modellautóinak méretére utal. A cég az első jelentősebb játékautó-gyártó cég volt a világon, és így talán a legismertebb is.

## Anglia és a „Lesney”

### A kezdetek
A történet 1940-ben kezdődött, amikor két egykori iskolai jó barát és névrokon, Leslie Smith és Rodney Smith, akik a második világháborúban az Angol Királyi Hadseregben szolgáltak, katonaként újra találkoztak és megegyeztek, hogyha véget érnek a harcok saját gyárat alapítanak, mivel saját vállalkozást szerettek volna indítani, így aztán 1947. június 19-én megalapították a Lesney Products nevű cégüket. A cég nevét a két alapító keresztneveik tagolásából alkották meg LES-lie és Rod-NEY -ből. Ekkor még nem volt világos pontosan mit is fognak gyártani. A két férfi ekkor még külön-külön más-más helyeken dolgozott, mivel az új cég még nem termelt profitot és így megélhetést sem. Leslie Smith egy megrendeléseket hitelesítő cégnél kapott munkát, ahol még évekig alkalmazásban maradt, míg Rodney Smith a Diecast and Machine Tools-nál dolgozott, amely cég gépalkatrész gyártással és fröccsöntéssel foglalkozott. Ettől a cégtől társult később hozzájuk John W. Odell, aki mindenkinek „Jack” volt, és igazi szakértője a fröccsöntési munkáknak. Smith-ék megvásároltak néhány fröccsöntőgépet és egy kocsmát Edmontonban, Londonban, aminek „Rifleman” volt a neve. Ettől kezdve a trió kis fröccsöntött alkatrészeket kezdett el itt gyártani.

### Az első játékok, a „Moko”, és végül a „Matchbox”
1948-ban más kisiparosok nyomán, akik játékokat gyártottak, a Lesney-nél is úgy döntöttek, hogy megpróbálkoznak ők is néhány játék legyártásával. Ezek közül az első jármű az Aveling Bradford diesel úthenger volt. A termékeket ott helyben értékesítették, de később, 1952 karácsonyakor játékaikból eljuttattak néhányat a (az azóta már szintén megszűnt) Woolworth áruházak némelyikébe. A nagykereskedők meglehetősen lenézték a cég termékeit, „vásári bóvlinak” titulálva azokat, de a gyerekek megszerették az újfajta játékokat, ezért újabb megrendeléseket kaptak. Ezekben az időkben a Lesney termékei még kissé kiforratlanok voltak: mozgatható fémállatfigurák mellett pl. levélnyitót vagy horgászcsaliprést(!) is készítettek. 1953-ra azonban egyértelművé vált a kerekes járművek sikere, így onnantól csak ezeket gyártották. Ekkor készültek el a Királynő koronázási hintójának játékváltozatai is, ami a legismertebb korai termékük lett. A legenda szerint ugyanekkor a Lesney cég társtulajdonosának, Jack Odellnek a lánya a házirend szerint csak olyan játékot vihetett be iskolájába, ami egy gyufásdoboz méretét nem haladta meg, így Odell legyártatott neki egy kisméretű traktort, ami a későbbi sorozatgyártású 75-ös széria kiindulópontja lett. Később ugyanis a kisautókból minden évben 75 darabot jelentettek meg, ezek között voltak, amiket több évig gyártottak, esetleg különböző színekkel kiadva, míg mások csak egy-két évig voltak kaphatók.

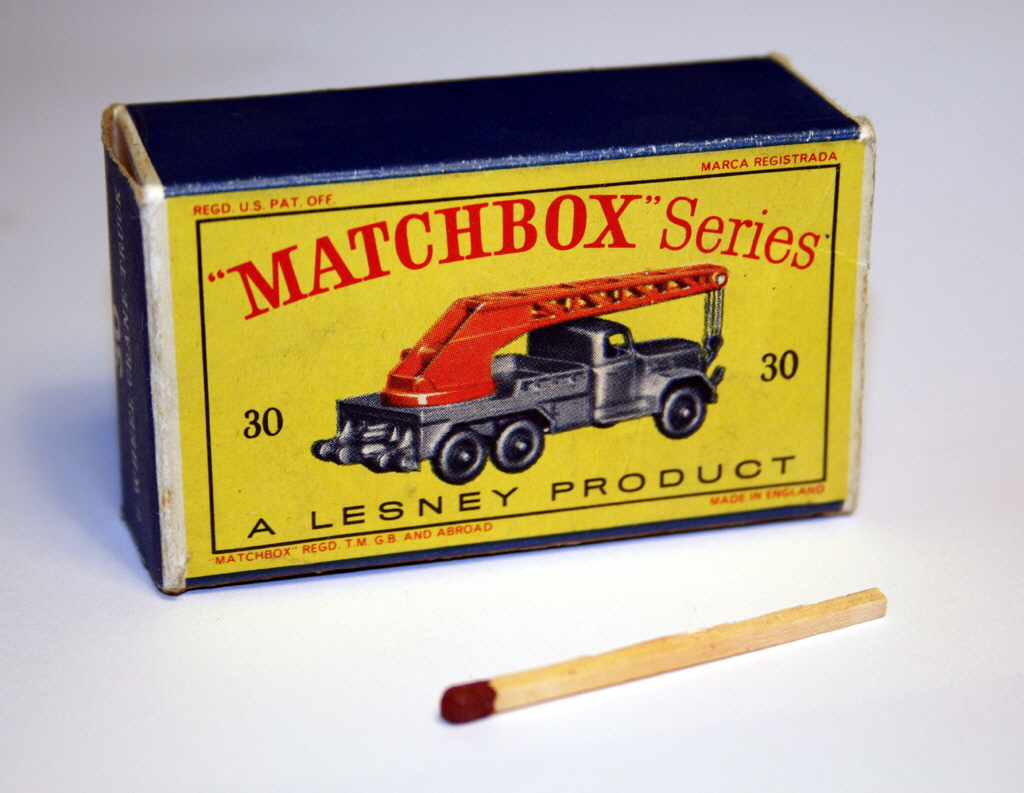
Egy Matchbox doboza a hatvanas évekből (Magirus-Deutz 6 Wheel Crane Truck, 1961-64)

Mivel a Lesney nem foglalkozott reklámmal, megkerestek egy ügynökséget e célból, ami történetesen Moses Kohnstam cége, a „Moko” volt. A cég csomagolásra, tárolásra, üzleti tanácsadásra és promócióra szakosodott, és a szolgálatai fejében néhány százalék jutalékot kért a haszonból. Azonban a kartondobozokon, amikbe a játékokat csomagolták, a játék képén és nevén kívül a Moko név is helyet kapott. A Lesney megállapodott a Mokóval a terjesztésről, mígnem a Moko a Lesney kizárólagos terjesztője lett, és mikor 1953-ban bejegyezték a „Matchbox” márkavédjegyet, amely időponttól a Matchbox datálódik, a Mokónak 50%-os részesedése volt benne. Ekkor azonban Rodney Smith otthagyta a Lesney-t, és Ausztráliába költözött, így Leslie Smith és Odell vezették tovább a céget. Mikor Smith a Távol-Keleten akart tovább terjeszkedni nézetkülönbség lépett fel közte, és a Mokót vezető Kohnstam örökös, Richard Kohnstam között, amiért végül is Smith 1959-re felvásárolta a Mokót. Ezután Kohnstam új céget alapított: a Ricót. Ekkor jelent meg az első Matchbox katalógus is. A hatvanas évek elejére alakult ki a Matchbox hagyományos kínálata a kicsi, „1–75”-ös és a nagyobb, „Major Pack” szériákból (lásd lentebb).
Amerikában a Matchboxok forgalmazása 1954-től bizonyos Fred Bronner üzletemberhez tartozott, aki az évtized végére kizárólagos importőr lett, és 1969-re cége, a „Fred Bronner Corporation” „Lesney Products Corporation”-né alakult.

### A nagy konkurencia és a „Superfast”

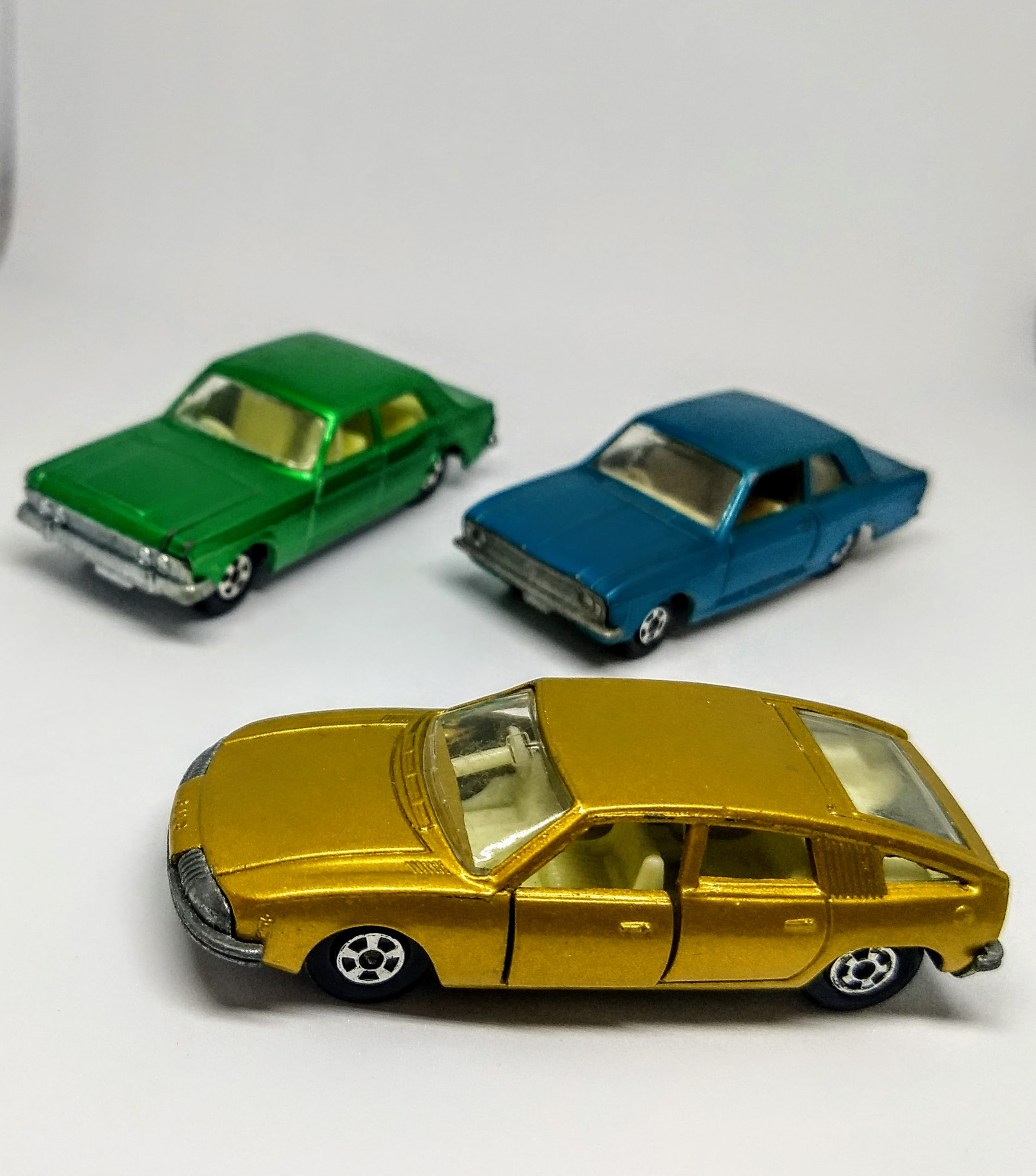
Az első Superfastok pár példánya: Ford Zodiac (zöld), Ford Cortina (kék) és BMC Pininfarina (arany)

Ám ugyanekkor ugyanitt történt valami sorsfordító: az amerikai Mattel cég 1968-ban bemutatta az új „Hot Wheels” nevű kisautómárkáját, melynek egészen más kerekei és felfüggesztései voltak. A tűtengely és a krómozott tárcsájú, esztétikusabb kerék – mint később kiderült – forradalmasította a kisautógyártást. Az új alkatrészekkel nemcsak szebbek lettek az autók, de gyorsabban és simábban is tudtak gurulni, akár versenypályán is tudtak száguldozni. Az addigi Matchboxnál (is) használt, vastag fémtengelyre szerelt, gyakran bumfordi, nehezebben guruló fém és műanyag kerekek, amik erre képtelenek voltak, hirtelen nagyon elavultak lettek. A Matchbox nem tehetett mást, felvette a harcot a konkurenciával, és a régi, hatvanas évekre jellemző „regular wheels”-eket – amiket magyarul „gombkeréknek” hív a zsargon – örökre száműzi a termékeiről, és újabbra cseréli. Így ekkor, 69-70-ben kezdődött el a Matchbox „Superfast-korszaka”. A kerékcsere azonban olyan jól sikerült, hogy a Matchbox tűtengelyes, jobban rugóztatott autói gurultak talán a legsimábban, lekörözve a Hot Wheelst is. Ez az elkövetkező tizenkét évre meghatározta a Matchboxokat. Számos hatvanas évek-végi, gombkerekes autó is megújult Superfast-kerekeket kapva. 1971-től kezdve pedig az addig grafikákkal illusztrált katalógusokban rajzok helyett immár fényképeken mutatták be a kínálatot.

### „Major Pack,” „King Size” és „Super Kings”

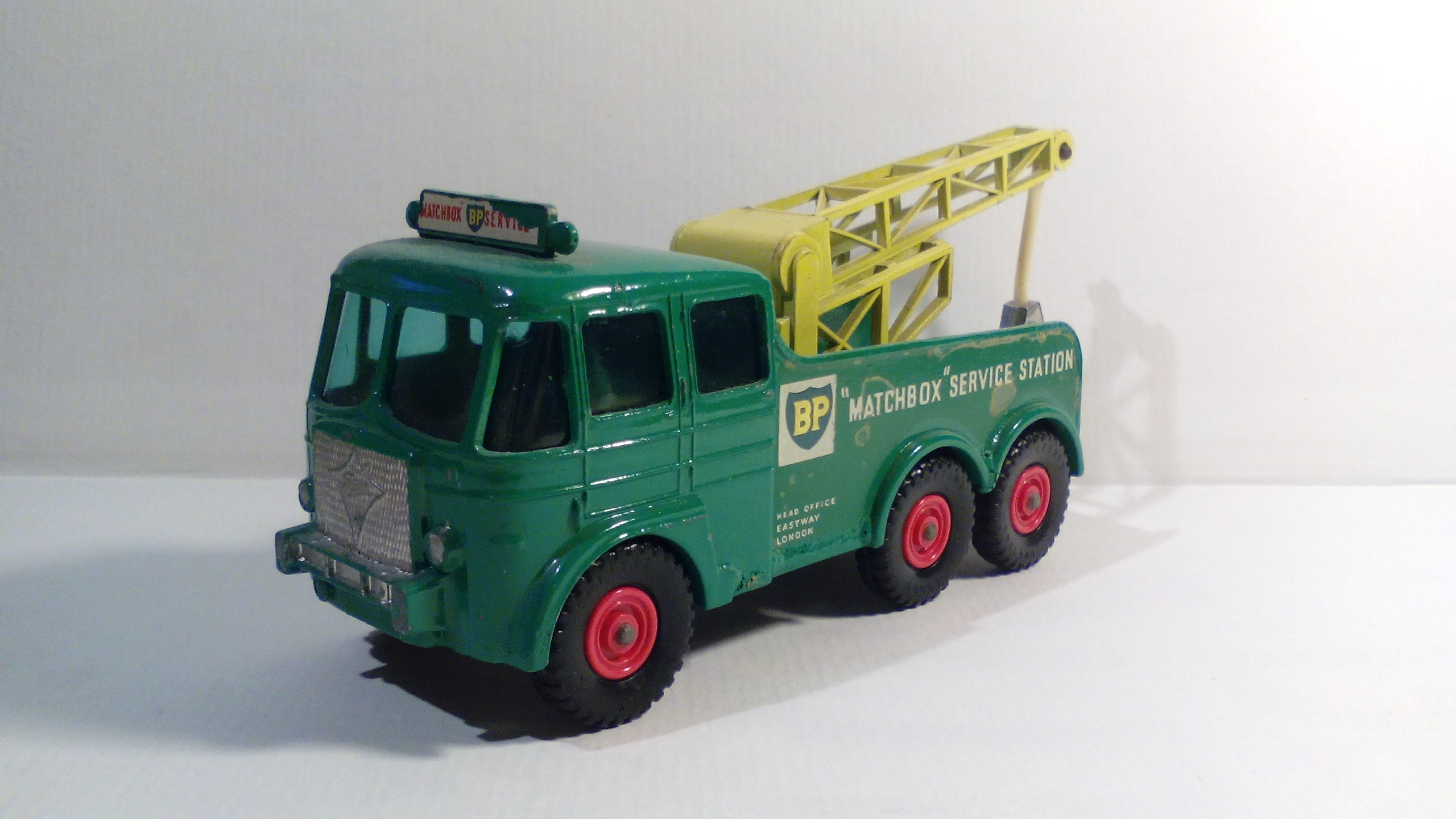
King Size méretű Foden autómentő

A kis autókon és egyebeken kívül készültek arányaikban nagyobbacska járművek is, pl. kamion, kombájn, stb. Ezeket „Major Pack” névvel különböztették meg az egyszerű kisautóktól. Később, a hatvanas évek eleje-közepe táján a Major Packnél nagyobb méretű járművek, külön szériaként, „King Size” néven jelentek meg. Őket hívják egyszerűen „K”-soknak is, főleg mivel a hivatalos típusjelük is ilyen: K- #. Ezek között már gyakran a kisméretű autóktól független, nagyobb méretarányú járművek (pl. személyautók) is megjelentek, műanyag felnivel és gumiabronccsal. Voltak autók, amelyek mindkét méretben léteztek, de a legtöbb csak az egyikben volt megtalálható. Az 1970 körüli „kerékcserét” követően a K-sok is új kerekeket kaptak, így lettek "Super Kings"-ek a Superfast után. Ezzel együtt a K-sok kínálata is bővült („Speed Kings”, „Battle Kings”), de a kicsi 75-ösökét sosem haladta meg, inkább kisebb volt azokénál.

### A lezser 70-es évek és egy korszak vége
A Matchbox a hetvenes évek elején részben a korszellem, részben a konkurenciaharc  miatt, főként mindenféle harsány színekben pompázó, futurisztikus álomautókat, prototípusokat, "dragstereket" kezdett el gyártani. A hatvanas évek szériakocsi-, főleg angol szériakocsi-gyártása háttérbe szorult, néhány típus kivételével. Több korábbi szériakocsit is például most „tuningolva”, dragster-változatban jelentettek meg. Mindennek oka, hogy a Hot Wheels a harsány színű és kinézetű autóival átvette az első helyet a globális kisautópiacon, amit a Matchbox ilyen váltással sem tudott visszaszerezni. A szériakocsikra specializálódott Jack Odell emiatt 1973-ban fel is mondott. A K-soknál is volt jó pár ilyen autó, de ott inkább lehetett szériateher- és személyautókat találni. 1975–76 körül ez a tobzódás kezdett fokozatosan lecsengeni, míg végül úgy 78–79-re nagyrészt megint „létező” autók tették ki a kínálat nagy részét. Ezekben az időkben a Matchbox sok minden mást is gyártott: versenypályákat, babákat, ügyességi és készségfejlesztő játékokat, stb. Sajnos az évtized végére egyéb más körülmények sem kedveztek a Lesneynek. Az évtized különböző korábbi nehézségei (tűzvész, áradás, sztrájk) után 1980-ra a recesszió miatt került a Lesney súlyos helyzetbe, de bankkölcsönnel átmenetileg megmenekültek az összeomlástól. Odell visszajött ugyan, de a cégen ez sem segített. Ekkor kereste meg az ázsiai Universal Toys a céget, megvásárlási céllal. Erre végül 1982. június 11-én került sor, amikor a Lesney több mint tizenöt millió dolláros adóssággal a nyakán csődbe ment. A teljes Matchbox-birodalom a gyártással és minden mással együtt Ázsiába, a Universal Toyshoz került, ahol már Matchbox International Ltd. névvel szerepelt. A Lesney mint „kisautócég” megszűnt létezni, és ezzel lezárult a Matchbox angol korszaka.
A Lesney után Jack Odell is megalapította a maga cégét, a vezetékneve megfordításával: ez lett a „Lledo”. (Ezt 1996-ban adta el, majd 1999-ben végleg visszavonult innen is, 2007-ben hunyt el. Leslie Smith – akinek nem volt köze a Lledohoz – már 2005-ben meghalt. A cégből korábban kilépő Rodney Smith, aki különféle vállalkozásokban tevékenykedve egy időben szintén foglalkozott játékgyártással is, mindkettejüket túlélve 2013-ban hunyt el.)

## Ázsia, majd Amerika

### A kínaiak a spájzban vannak

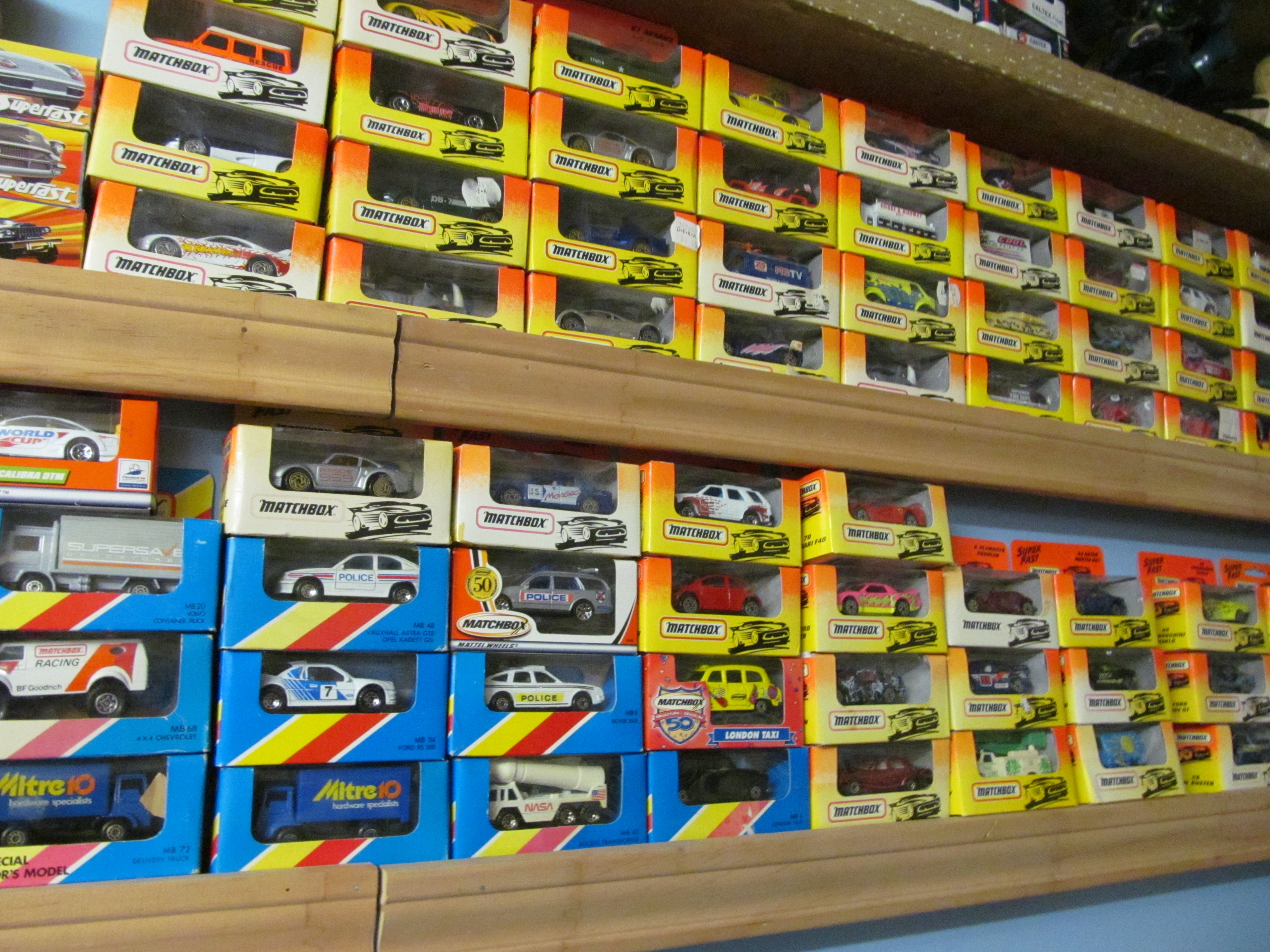
Matchboxok a '80-as és '90-es évekből

A termékek eztán Makaóban készültek, habár a nyolcvanas évek közepéig még voltak Angliában készült termékek is. A makaói Matchboxok többsége minőségben elmaradt a Lesney-s színvonaltól, bár a pár évig Magyarországon és Bulgáriában gyártott modellek minőségénél ezek is jobbak voltak, de mondhatni kissé unalmas darabok készültek. Ekkor már teljesen nemzetközi autópark tette ki a Matchbox kínálatát: európai, amerikai, ázsiai, és egy kevés „prototípus”. Az egyszínű festés eltűnt, ahogy a korábbi dekormatricák is, mivel akkor már a technológia segítségével úgy tudták festeni az autókat, ahogy akarták. Ezzel azonban kicsit átestek a ló túloldalára: a kor gyártására jellemző volt, hogy az autókat rajtszámokkal, csíkokkal, feliratokkal, esetleg lángnyelvekkel dekorálják, ezzel is tovább rontva az autók hangulatát a régiekhez képest. Legyártottak a Lesney-éra legendás autói közül is néhányat ("Super GT" néven), de azok minőségben gyakran még az akkori sztenderd darabokat is alulmúlták, nem beszélve a klasszikus darabokéról, dacára az alvázukon szereplő „Matchbox” logónak. A nyolcvanas évek végére, és a kilencvenes években is a Matchbox már alig emlékeztetett az egykori angol játékgyártóra, nagyon sok csiricsáré, „mutáns” termék jelent meg, pl. a "Con-nect-ables". A Universal Toyst 1992-ben felvásárolta a Tyco Toys, a Tycót pedig 1997-ben a Mattel, így került a híres márka végül a nagy amerikai riválishoz. Ekkortájt szüntették meg a K-sok gyártását is.

### A közelmúlt és a jelen
A Matchbox a 2000-es évek elején nem igazán alkotott maradandót, mivel egy ideig nem volt hajlandó licencdíjat fizetni az autógyártóknak, így karikírozott, bumfordi, felismerhetetlen, és így jellegtelen autókat készített, mígnem 2004–2005 táján ismét valódi, márkás autók gyártását kezdték meg, és a legutóbbi időkben klasszikus, hangulatos, korábban általuk sosem készített darabok kerülnek ki a gyártósorról. A VW Thing szabadidő-autót például, ami a hetvenes években csak prototípus volt, 2008-ban megjelentették a kínálatban. Több autót a közelmúltban „retró”, dobozos kiadásban is piacra dobtak, némelyik így volt kapható először. Néhány nagyobb autót, amelyek korábban exkluzívabb sorozatokban voltak kaphatók külföldön, a „feltámasztott” K-s szériában jelentettek meg, szintén régimódi, retró dobozba csomagolva őket, limitált példányszámban. Jelenleg a Matchbox a Mattelhez tartozik, és a termékeik Kínában és Thaiföldön készülnek.

## Csomagolás, dobozok és a logó
A matchboxok jellegzetességei közé tartoztak a csomagolásaik is. Ami közös volt bennük, az – utalva a névre – a gyufás skatulya-jelleg, legfőképp az elsőknél, ahol még a gyújtólapot is a dobozra imitálták, és számos közülük skatulyaszerűen is nyílt ki. Később, amikor az autók kicsit nagyobbak lettek, a csomagolások füles dobozokká váltak, és sokáig ez volt a legelterjedtebb csomagolás, amelyen (legtöbbször) az autó hangulatos rajza volt látható először álló, aztán a Superfastos időkben száguldó, majd megint álló helyzetben. A dobozokból is sokféle látott napvilágot, adott esetben egy modellhez több is készült, főleg azokhoz, amelyek sokáig voltak gyártásban. A dobozokon a kezdetektől egészen a hetvenes évek közepéig a sárga-kék színösszeállítás dominált, aztán már különféle színekben készültek, csak az oldalukon lévő piros-kék-fehér sáv volt rajta mindegyiken. Az első Superfastok 1969 körül még az utolsó, módosított gombkerekű dobozt kapták, aztán lett saját dobozuk. Az autókat 1963-tól a mára már teljesen elterjedt „blister pack”-ben is árulták, azaz egy kartonlapra ragasztott műanyag buborékban (volt, hogy a dobozával együtt), azonban a dobozos forgalmazás ekkor még elterjedtebb volt, bár voltak olyan termékek is (például Two Packs), ami csak blisterben volt kapható. A blisteres csomagolás főleg az Egyesült Államokban volt elterjedt, de más országokban is lehetett találkozni velük. Léteztek külön egyes országokra jellemző csomagolások is, úgy mint német, olasz, vagy japán. A K-sok esetében a hatvanas évek végéig voltak használatban zárt dobozok, utána ablakos dobozokra cserélték a csomagolást, de a doboz oldalára és hátuljára még ekkor is kerültek grafikák. A nyolcvanas évek elejétől, a tulajdonosváltás után a kicsiknél egy csapásra, a nagyoknál lassabban tűntek el a grafikás dobozok, helyettük a kisautók is ablakos, leragasztott, és uniformizált dobozokat kaptak, kivéve Amerikát, ahol továbbra is füles dobozban, igaz jellegtelen, zárt dobozokban árulták őket. Manapság néhány különleges szériát leszámítva csak blistereket használnak, de a kétezer tízes évek végén bizonyos országokban újra megjelent az általános modellek dobozos csomagolása is.
A „Matchbox” felirat kezdetben egyszerű, nyomtatott betűkkel íródott, majd a végleges logó 1971-ben jelent meg először, akkor még csak a jellegzetes dőlt betűkkel, amit néhány év múlva bekereteztek, először sárga alapon piros-rózsaszín, majd később, a tulajváltástól kezdve fehér alapon piros-sárga szegéllyel. A felirat az előbbinél keret nélkül piros volt, utóbbinál fekete színű lett. Így egy 2001 táján elkövetett, nem túl jól sikerült, kis „modernizáló” kitérőtől eltekintve a logó szinte változatlan.

## Sorozatok
Lényegesebb sorozatok:
- 1–75 (később Miniatures (MB-#, ill. Superfast 1-től 75-ig számozva)) - A hagyományos kisautók szériája.
  - Rolamatics: a hetvenes években az 1-75-ön belül néhány olyan modell, amelyek gurítva valamilyen mozgó vagy forgó funkcióval bírnak.
  - Strakers: ugyancsak a hetvenes évek 1-75-ös szériájában szereplő néhány modell, amelyek feltűnő színes dekorációt kaptak.
- Accessories (A-#) - Tartozékok.
- Models of Yesteryear (Y-#, később YY-#) - Oldtimerek a 20. század első negyven évéből.
- Major Packs (M-#) - Nagyobb méretű járművek, készletek az ötvenes-hatvanas évekből.
- King Size (később Super Kings ill. Speed Kings; K-#) - Röviden „K”-sok. A Major Pack-et követő nagyobb méretű széria. A későbbi „Super” teherautókat és munkagépeket, a „Speed” személyautókat jelöl.
- Scorpions - Nemfém, újratölthető elemekkel működő modellek.
- Sky Busters (SB-#) - Repülők.
- Two Packs (később 900-as széria vagy Hitch 'n Haul; TP-#) - Pótkocsis vagy utánfutóval kiadott, illetve dupla járművek szériája.
- Battle Kings (K-#, K-101-től) - A K-sok katonai sorozata.
- Sea Kings (K-#, K-301-től) - Hajók.
- Adventure 2000 (K-#, K-2001-től)
- Convoy (CY-#) - Kisméretű kamionok.
- Dinky, Dinky Collection (DY-#)

Továbbá készültek külön sorozatok Japánba és az USA-ba is, de volt brazil kiadásuk is.